# スティーヴ・フォレスト
スティーヴ・フォレスト（Steve Forrest, 本名：William Forrest Andrews、 1925年9月29日 - 2013年5月18日）はアメリカ合衆国の俳優。俳優ダナ・アンドリュースの弟。

## 略歴
テキサス州ハンツビル出身。
映画『史上最大の作戦』、『ノース・ダラス40』、『愛と憎しみの伝説』の出演で知られるほか、テレビドラマでも『特別狙撃隊S.W.A.T.』など多くの番組に出演した。またジョン・ランディス監督の『スパイ・ライク・アス』、『アメリカン・パロディ・シアター』、映画版『S.W.A.T.』などにカメオ出演している。
私生活では1949年にクリスティーン・キャリラスと結婚し、3人の子供にも恵まれた。
2013年5月18日、死去。

## 主な出演作品
- あの高地を取れ - Take the High Ground! （1953年）
- 謎のモルグ街 - Phantom of the Rue Morgue （1954年）
- 悪徳警官 - Rogue Cop （1954年）
- ハッピー・ロブスター - It Happened to Jane （1959年）
- 西部に賭ける女 - Heller in Pink Tights （1960年）
- 燃える平原児 - Flaming Star （1960年）
- 史上最大の作戦 - The Longest Day （1962年）
- 特別狙撃隊S.W.A.T. - S.W.A.T. （1975年 - 1976年、ダン・ハレルソン隊長）
- ノース・ダラス40 - North Dallas Forty （1979年）
- 愛と憎しみの伝説 - Mommie Dearest （1981年）
- サハラ - Sahara （1983年）
- スパイ・ライク・アス - Spies Like Us （1985年）
- アメリカン・パロディ・シアター - Amazon Women on the Moon （1987年）
- KILLER/第一級殺人 Killer: A Journal of Murder （1995年）
- S.W.A.T. - S.W.A.T. （2003年、SWATトラックドライバーとしてテレビ版に続いて出演）